# Bourneville, Eure
Bourneville är en kommun i departementet Eure i regionen Normandie i norra Frankrike. Kommunen ligger i kantonen Quillebeuf-sur-Seine som tillhör arrondissementet Bernay. År 2018 hade Bourneville 1 021 invånare.

## Befolkningsutveckling
Antalet invånare i kommunen Bourneville
Referens:INSEE